# جاي ك. إل. روس
جاي ك. إل. روس هو عسكري كندي، ولد في 1876 في لندسي ‏ في كندا، وتوفي في 1951 في Fire Island ‏ في الولايات المتحدة.

## وصلات خارجية
- جاي ك. إل. روس على موقع الموسوعة البريطانية (الإنجليزية)